# Мирный (городской округ город Орск)
Мирный — посёлок в городском округе город Орск Оренбургской области.

## География
Находится на расстоянии примерно 72 километров по прямой на север от окружного центра города Орск у Ириклинского водохранилища, в окружении территории Гайского городского округа. Административно относится к Октябрьскому району Орска.

## Климат
Климат континентальный с тёплым летом, холодной зимой и недостаточным увлажнением в течение года. Среднемесячная температура наиболее холодного месяца (января) — −16,4 °C, наиболее тёплого (июля) — 21,3 °C. Абсолютный максимум температуры составляет — 42 °C, абсолютный минимум — −44 °C. Продолжительность безморозного периода 132 суток. В течение года преобладают западные направления ветра. Зимой возрастает роль, юго-западных и северо-восточных ветров, летом северо-западных и северных направлений. Среднегодовая скорость ветра 8,8 м/с. В течение года наблюдается около 20 дней с туманом.

## История
Посёлок был основан первоцелинниками в 1960 году как 4-е отделение совхоза «Вишнёвые горки», на берегу Ириклинского водохранилища. Сюда по комсомольским путёвкам приезжала молодёжь из различных уголков Советского Союза. В 1961 году в Мирном образовался совхоз «Передовик» Гайского района. Позже посёлок был передан в административное подчинение Орска.

## Население
Постоянное население составляло 229 человека в 2002 году (русские 38 %), 358 в 2010 году.